# 哈桑·穆罕默德·拉瓦尔
哈桑·穆罕默德·拉瓦尔（英語：Hassan Muhammed Lawal，1954年10月12日—2018年3月24日），尼日利亚纳萨拉瓦州凯菲人，尼日利亚政治家，曾担任过劳工部长、工程和住房部部长。

## 生平
哈桑·拉瓦尔出生于尼日利亚纳萨拉瓦州凯菲。他在扎里亚的艾哈迈德贝洛大学学习。1978年，获得法学学士学位。1979年，获得尼日利亚律师资格。随后，他留学英国，在华威大学获得法学硕士和法学博士学位。1987年，他被任命为乔斯大学法学院副院长和私法系主任。1990年，离开学术界后，哈桑·拉瓦尔在哈科特港的NNPC炼油公司担任公司秘书和法律顾问。1995年至1997年，他担任尼日利亚石油资源部长特别助理。1997年，他被任命为NNPC合资公司NAPIMS的服务总经理。
1998年，他离开公司并于次年进入政界。2001年，他被任命为尼日利亚托运人委员会（联邦运输部下辖的一个半官方机构）的理事会主席。2004年，奥卢塞贡·奥巴桑乔总统任命他出任劳工部长。2007年7月，奥马鲁·亚拉杜瓦当选尼日利亚总统后，哈桑·拉瓦尔被新总统留任继续担任部长。
2008年12月17日，尼日利亚内阁重组，他被任命为工程和住房部部长。2010年3月，代理总统古德勒克·乔纳森宣布解散内阁，他也因此离职。2018年3月24日，他因病在阿布贾土耳其尼扎姆耶医院去世。